# Стол (Караванки)
Стол (також Veliki Stol) або Hochstuhl, на 2.236 метри, є найвищою горою Караванків і пролягає на кордоні між Словенією та Австрією.

## Етимологія
Словенська назва Veliki Stol, що означає «великий стілець», походить від зовнішнього вигляду гори, особливо якщо дивитися зі сходу. Німецька назва Hochstuhl («високий стілець») не була введена до кінця 19 століття. Раніше німецьке позначення було Stou, фонетичне похідне від словенського імені.

## Географія
Гірський масив Стол простягається від Жировниці в Словенії до австрійського торгового міста Файстріц-ім-Розенталь на півночі. Вершина є частиною головного хребта Караванки та вододілу між річками Сава та Драва. На півночі вапнякові скелі Дахштайну стрімко падають до рівня понад 500 мерів у глибину.
Масив складається з кількох підвершин, таких як Малі Стол («Малий Стілець») на 2.198 метрів. На сході гребінь Караванків веде до гори Вртача і далі до перевалу Лойбл.

## Підйом

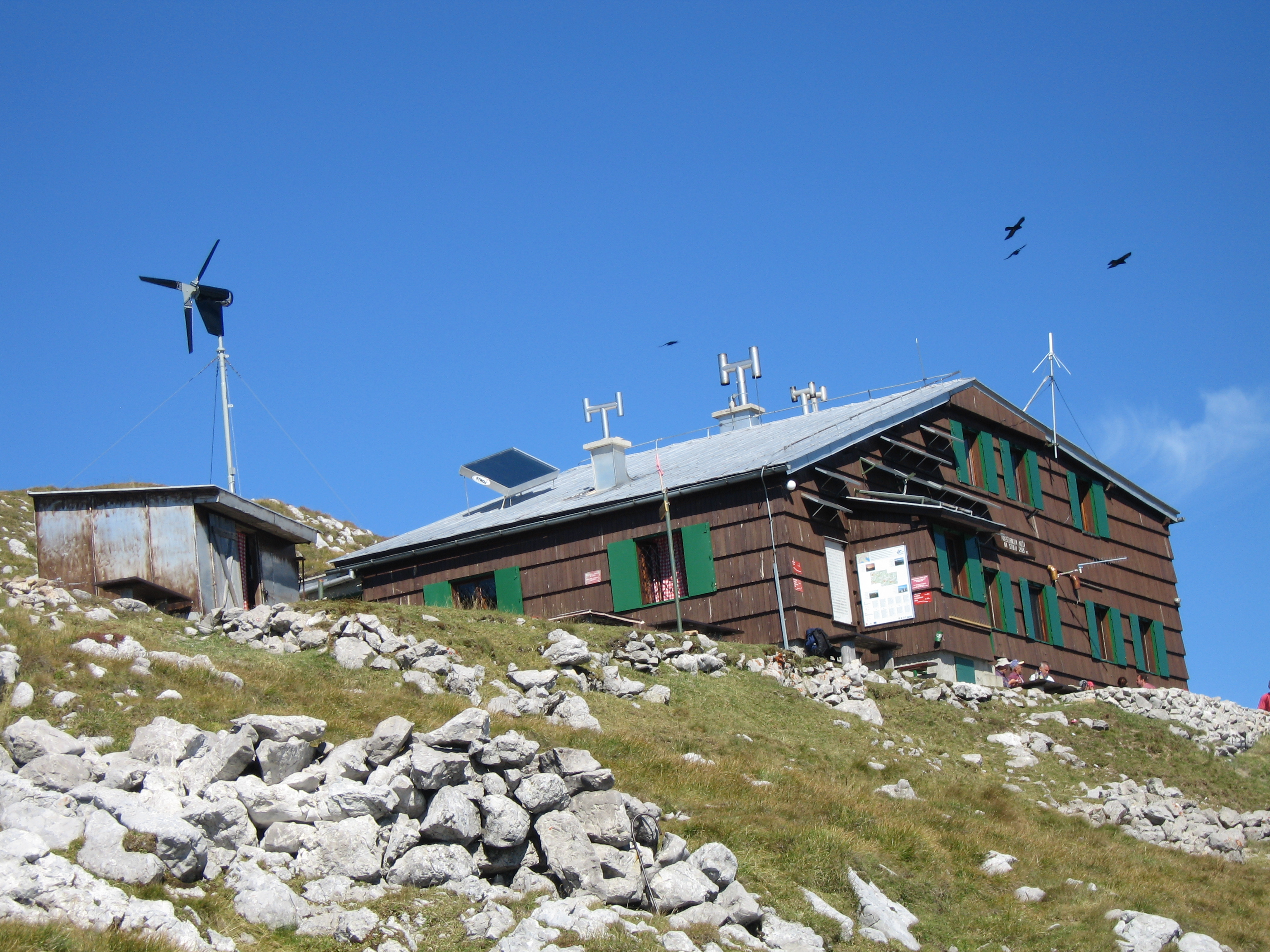
Ложа Прешерна

Перше сходження на гору було здійснено 17 серпня 1794 року карнійським графом і альпіністом Францом фон Гогенвартом (1771–1844) на запрошення Зиґмунда Цойса (1747–1819). 9 вересня 1906 року двоє альпіністів вперше досягли вершини Стол по крутій північній стіні. Перша гірська хата на південь від вершини була споруджена Австрійським туристичним клубом у 1883 році під назвою «Притулок Вальвазора». Притулок Стоу на північ від головного хребта був відкритий німецько-австрійським альпійським клубом у 1886 році.

## Галерея

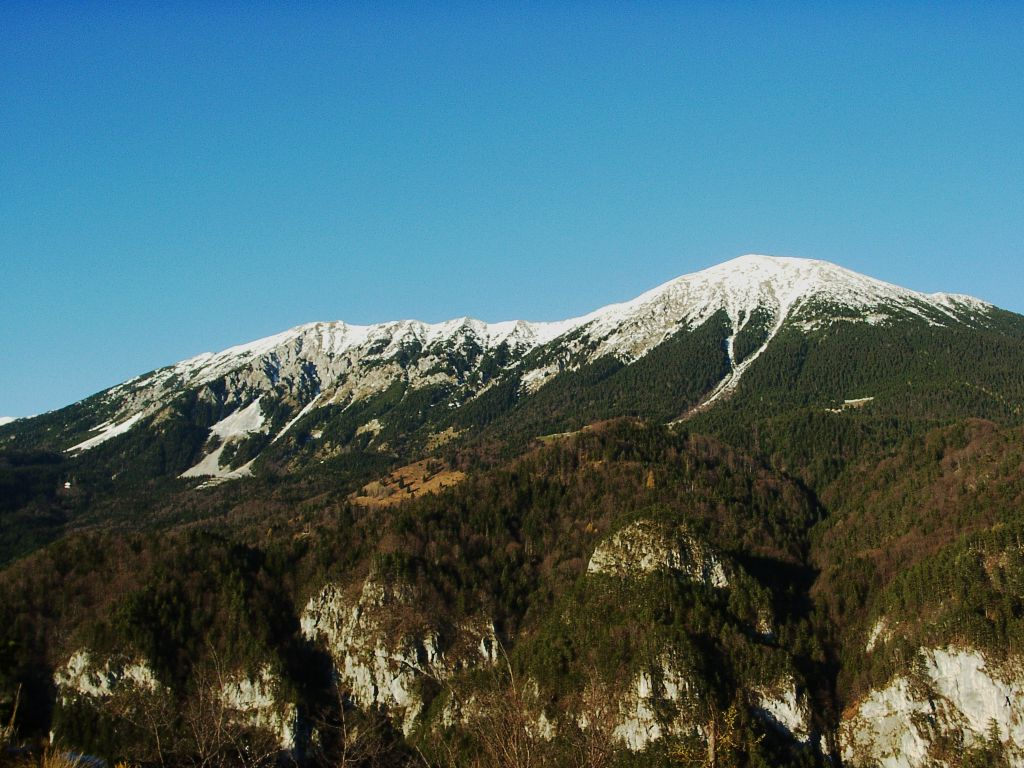
Гора Стол.
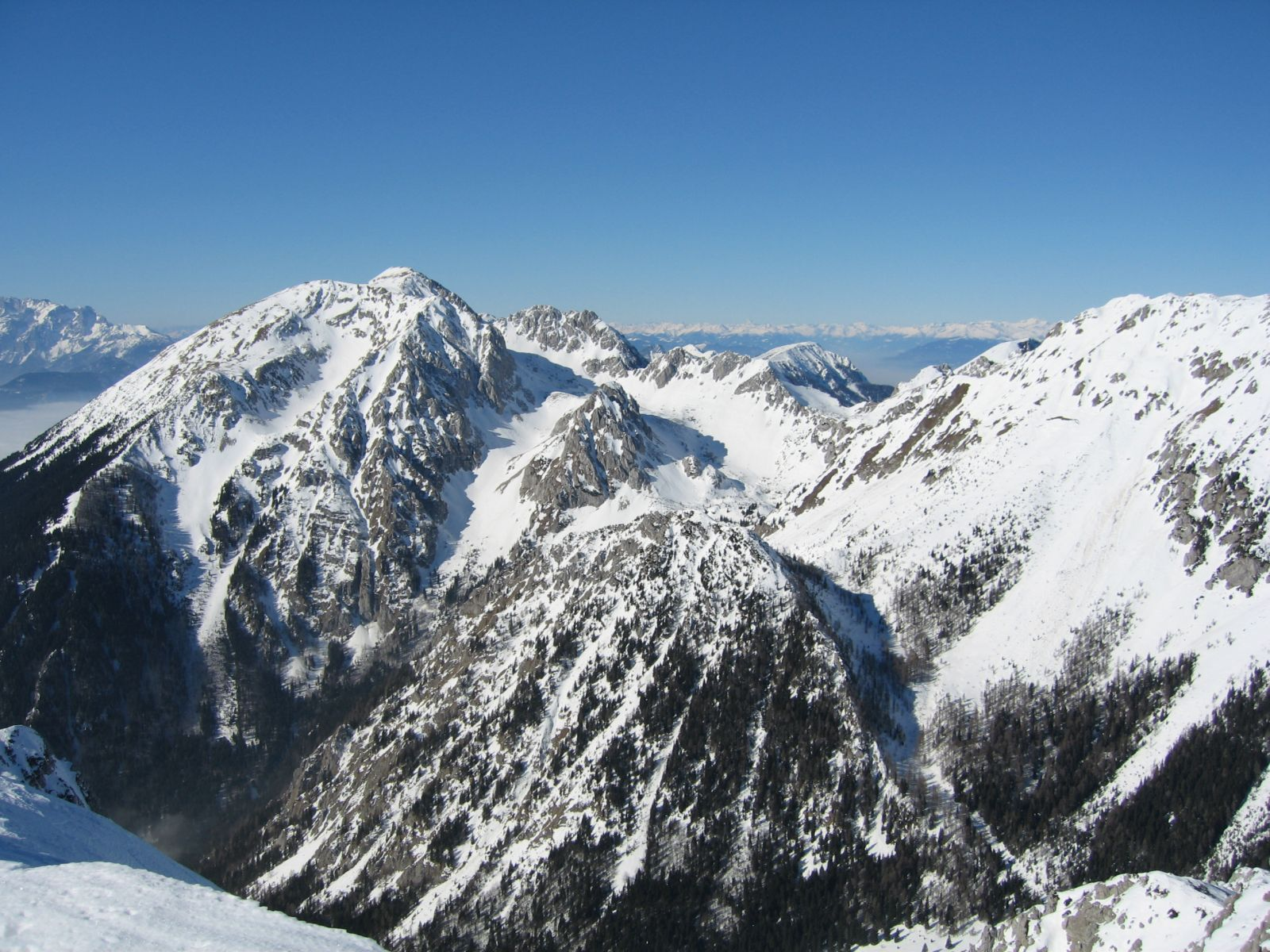
Стол з Бегуньщицьою.
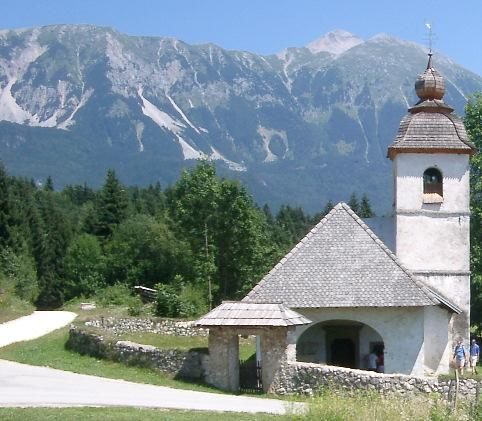
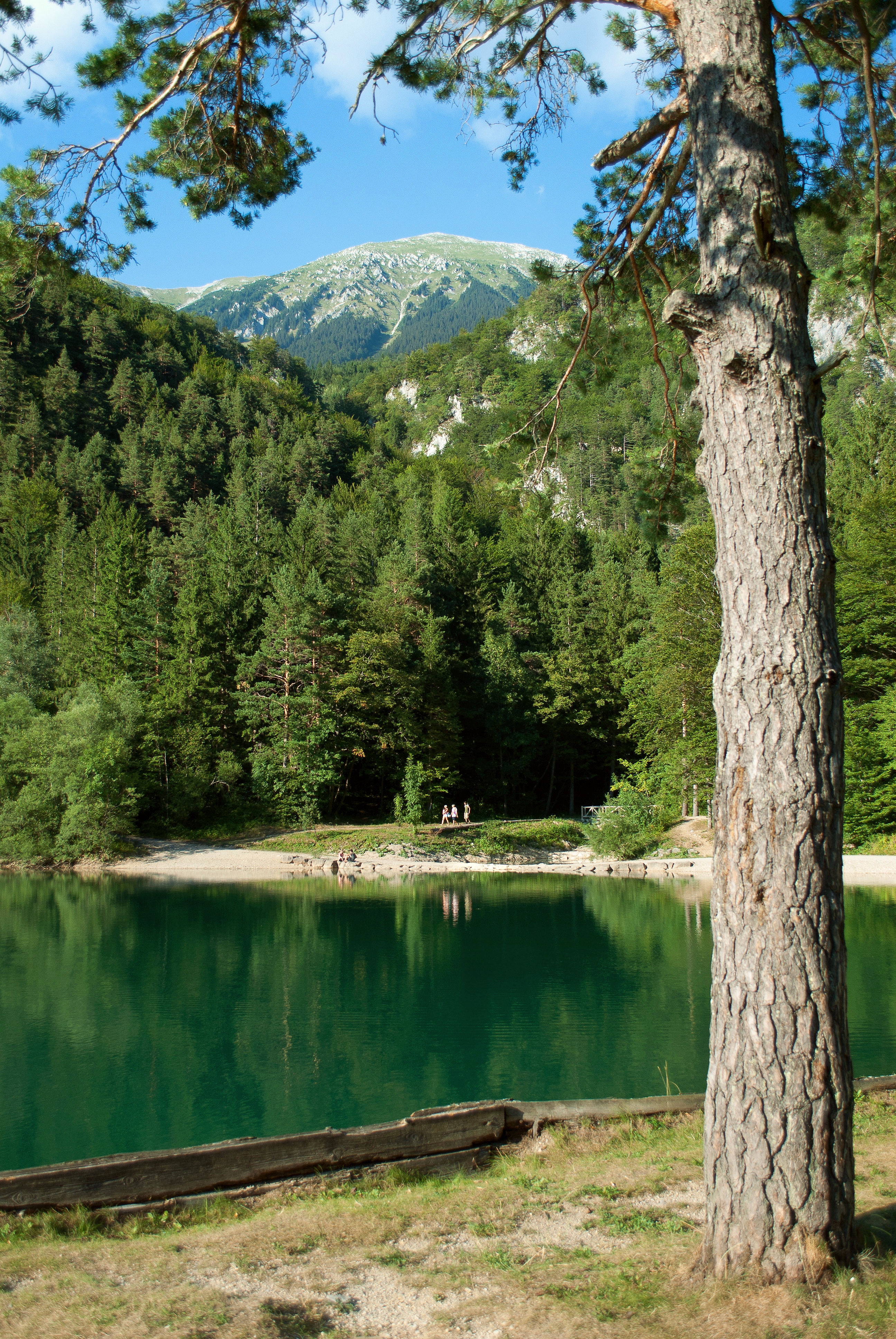